# География на Узбекистан
Узбекистан (на узбекски: O‘zbekiston) е независима държава разположена в югозападната част на Централна Азия. Площ 449 045 km² (16-о място по големина в Азия). Население на 1 януари 2019 г. 33 251 800 души (17-о място в Азия). Столица град Ташкент.

## Географско положение, граници
Узбекистан е разположена в Средна Азия, в югозападната част на Централна Азия, без излаз на море. На запад и север граничи с Казахстан (дължина на границата 2203 km), на изток – с Киргизстан (1099 km), на югоизток – с Таджикистан (1161 km), на юг – с Афганистан (137 km), на югозапад – с Туркменистан (1621 km), а на северозапад територията ѝ включва част от вътрешното, почти пресъхналото Аралско море. Обща дължина на границите 6221 km.
Територията на Узбекистан се простира между 37°10′ и 45°35′ с.ш. и между 56°00′ и 73°09′и.д. Крайните точки на страната са следните:
- крайна северна точка – (45°35′24″ с. ш. 58°35′23″ и. д. / 45.59° с. ш. 58.589722° и. д.), на западния бряг на Аралско море, на границата с Казахстан.
- крайна южна точка – (37°10′20″ с. ш. 67°47′12″ и. д. / 37.172222° с. ш. 67.786667° и. д.), в река Амударя, на границите с Таджикистан и Афганистан.
- крайна западна точка – (41°19′07″ с. ш. 55°59′55″ и. д. / 41.318611° с. ш. 55.998611° и. д.), западно от Каръкамъшкото езеро, на границите с Казахстан и Туркменистан
- крайна източна точка – (40°49′02″ с. ш. 73°08′56″ и. д. / 40.817222° с. ш. 73.148889° и. д.), в Андижанска област, на границата с Киргизстан.

## Геоложки строеж, полезни изкопаеми

### Геоложки строеж
В геоложко отношение територията на Узбекистан включва епихерцинските планински структури на Тяншан (Среден и Южен) и Туранската епихерцинска плоча. Геосинклиналното развитие на тази територия е завършило в основни линии в края на палеозоя, след което е настъпил етап на относително спокоен платформен режим. Съвременният високопланински релеф в източните части на страната се е формирал в резултат на интензивни планинообразувателни тектонски движения през неогена и антропогена, които продължат и сега.
В строежа на херцинската структура се различават нагънатите комплекси на геосинклиналите и средищните масиви. Масивите на Среден Тяншан (хребетите Майданталски, Пскемски, Угамски и др.) са изградени от червеноцветни и карбонатни девонски и карбонски скали, смачкани в линейно нагънати пластове със североизточно простиране, а също и магматични образувания, съставени от карбонски гранодиорити и гранити и пермски аляскитови гранити, сиенити, диорити и монцонити. В стоеж на нагънатите комплекси на средищните масиви (Каржантау, Курамински хребет, а също и възвишенията Букантау и Северен Тамдитау) участват карбонски и пермски наземни вулканогенни скали, демонски и долнокарбонски карбонати, многочислени интрузивни гранодиорити от средния карбон и сиенити и диорити от горния карбон и перма, образуващи големи брахиантиклинали и вулкано-тектонски структури. Геосинклиналните нагънати комплекси на Южен Тяншан (хребетите Зеравшански, Туркестански, Нуратау, Кулджуктау, а също и възвишенията Южен Тамдитау, Ауминзатау и Султануиздаг) са представени от карбонатни скали на девона и долния карбон, флишеви скали на средния карбон, пермски моласи и интрузивни гранити, гранодиорити и сиенити от горния карбон и долния перм. На запад херцинските нагънати пластове на Южен Тяншан се разделят на два клона: северният клон приема меридионално направление и, вероятно, се съединява с Уралските херциниди, а южният – широчинно направление и вероятно се свързва с Донбаските херциниди. В строежа на междупланинските котловини (Ферганска, Ангренска, Пригашкентска) участват мезо-кайнозойски платформени образувания – пясъчно-глинести, понякога въгленосни, червеноцветни, соленоносни и моласи. Повечето от източните (хланински) райони се отличават с повишена сеизмичност.
Туранската плоча включва платото Устюрт, Бухаро-Хивинската и Сурхансаринската депресии и Центланокъзълкумското издуване, разграничени от дълбочинни разломи. Фундаментът на Туранската плоча е изграден от докамбрийски кристалинни шисти, а седиментният чехъл над него – от дебели, предимно теригенни карбонатни и соленоносни наслаги с карбонска и кватернерна възраст. В пропаданията, образували се покрай Южнотяншанския дълбочинен разлом, залягат вулканогенно-седиментни и флишоидно-моласови наслаги от карбона с интрузивни гранодиорити. В Централнокъзълкумското издуване фундаментът е представен от херцинидите на Южен Тяншан, а маломощният седиментен чехъл – от кредни и палеогенски теригенно-карбонатни наслаги.

### Полезни изкопаеми
Узбекистан е богат на полезни изкопаеми. С магматичните образувания в Среден Тяншан са свързани находищата на бисмутови руди (Устарасайско), със сиенито-диоритовите – медно-порфировите руди (Алмаликско), с карбонатните скали – полиметалните руди (Кургашинкан, Учкулачко), с вулканогенните – златните руди (Гузаксай, Кочбулакско, Каулди). Към гранитоидите на Южен Тяншан са привързани Ингичкото, Койташкото и Учатското находища на волфрам. Във Ферганската котловина в продуктивните пермски, юрски, кредни, палеогенски и неогенски наслаги се разработват находища на нефт (Южен Аламъшик, Андижан, Палванташ и др.), а в Ангранската котловина – кафяви въглища. В докамбрийските образувания в Централен Каракум са разположени находища на злато (Мурънтау, Кокпатас и др.), а в карбонските наслаги – мрамор (Аманкутан, Газган). В дълбоките пропадания в Туранската плоча има големи находища на каменни и калиеви соли (Тюбеганско), каменни въглища (Шаргунско), полиметални руди (Хиндизинско). Големи залежи на природен газ са съсредоточени в Бухаро-Хивинската депресия (Газли, Джаркак, Караулбазар-Саръкташ, Уртабулак и др.) и на платото Устюрт (Шахпахти). В Узбукиста има също промишлени находища на нерудни полезни изкопаеми: шпат, графит, озокерит, сяра, кварц, варовик, гипс, строителен камък, бентонитови глини, полускъпоценни камъни (гранат, лиственит, оникс, родонит и др.). Страната разполага с многочислени термални източници (Ташкентски, Чартакски и др.), използвани за балнеоложки цели и големи артезиански басейни (Фергански, Каршински и др.).

## Природа
Узбекистан е разположен в Средна Азия, в югозападната част на Централна Азия, основно между двете големи средноазиатски реки Амударя и Сърдаря. Около 3/4 от територията на страната се заема от равнини – предимно Туранската низина и само в крайните източни части се издигат планини, отнасящи се към системите на Тяншан и Хисаро-Алай.

### Релеф
По характера на релефа си Узбекистан се дели на равнинна и предпланинска и планинска части. В пределите на равнините се обособяват: платото Устюрт, алевиално-делтовидната равнина на Амударя и пустинята Къзълкум. Устюрт представлява хълмисто структурно плато с преобладаващи височини 200 – 250 m, отделено от ограждащите го равнинни пространства чрез рязко изразени в релефа откоси (т.нар. чинкове). Алувиално-делтовата равнина на Амударя обхваща територията по нейното долно течение, от Тюямуюнската теснина на юг до Аралско море на север. Релефът е плосък (височина до 100 m) с редки остатъчни възвишения – Кубетау, Мангър, Тузкър и др. От югоизток на северозапад тя се пресича от древната долина на Амударя, по която нейните води са текли в Саръкамъшкото езеро. Къзълкум представлява приповдигната пластова равнина с абсолютна височина от 100 m на северозапад до 200 – 300 m на югоизток. В нея се издигат уединени възвишения Букантау (височина до 764 m), Тамдитау (до 922 m), Кулджуктау (до 785 m) и др., склоновете на които са скалисти и силно изрязани от сухи ерозионни долини, подножията на които са обхванати от големи пролувиални шлейфове. Срещат се и затворени и изолирани падини и котловини, най-големите от които са Минбулакска (-12 m, н.в.), Аякагътминска и Каракатинска, дълги до 40 – 50 km. Възвишенията са отделени едно от друго от големи пясъчни масиви с характерните за тях еолови форми на релефа.
Предпланинските и планинските части включват планинските хребети на Тяншан и Хисаро-Алай и разделящите ги междупланински понижения (падини, котловини). Височината на някои хребети надхвърля 4000 m (връх Хазрег Султан 4643 m (38°56′50″ с. ш. 68°10′23″ и. д. / 38.947222° с. ш. 68.173056° и. д.) в Хисарския хребет, връх Бештор 4299 m в Пскемския хребет). В крайния североизток се простират хребетите на Западен Тяншан: Каржантау, Угамски, Пскемски, Чаткалски Курамински. Ферганската котловина Ташкентско-Гладностепската прадпланинска равнина отделят тази група хребети от Туркестанския хребет (от системата на Хисаро-Алай) и неговите западни разклонения – Малгузар и продължението му хребета Нуратау. Южно от тях е разположена Санзаро-Нуратинската падина, отделена от лежащата на юг Самаркандска котловина чрез по-ниските хребети Актау, Каратау и др. В крайната южна част на страната се намират Кашкадаринската и Сурхандаринската падини, разделени от Хисарския хребет и неговото продължение хребета Байсунтау. от изток Сурхандаринската падина е оградена от хребета Бабатаг, простиращ се по югоизточната граница на Узбекистан.

### Климат
Територията на Узбекистан се характеризира с черти на континентален субтропичен климат – продължително сухо и знойно лято, прохладна и влажна есен и сравнително мека и малоснежна зима. Зимният период в равнините и ниските предпланински райони е от 1,5 – 2 месеца в крайните южни райони до 5 месеца в крайните северни (Устюрт). Средна януарска температура в станция Чурук (на платото Устюрт) -8 °C (абсолютен минимум -37 °C), в крайния юг, в Термез 2,8 °C, в Шерабад 3,6 °C. Средна юлска температура в северните райони до 26 °C, на юг над 30 °C, на височина 3000 m около 10 °C, на места превишаващи 15 – 16 °C. Абсолютен максимум в равнинните и предпланинските райони 42 °C. През лятото след пладне температурата на почвата достига до 60 °C, а в пясъчната пустиня до 70 °C. Годишно най-малко количество валежи падат равнинните части – 80 – 90 mm. На изток и юг с увеличаването на височината количеството на валежите расте отначало бавно, а след това с приближаването към планинските хребети, все по-бързо и достига, а на места надминава 890 – 1000 mm годишно. Над 70% от валежите падат през зимните (във вид на дъжд и сняг) и пролетните месеци. Снежна покривка се образува почти ежегодно, но в равнините и предпланините често е неустойчива и се задържа едва няколко дни. Дебелината на снежната покривка се колебае от няколко сантиметра на запад (в равнинните и предпланински части) до 60 – 80 см на изток (в предпланините и планините), а на места в планинските райони надминава 1 m. През зимата в равнините преобладават североизточните, източните и югоизточните ветрове, а през лятото господстват северозападните, северните и североизточните ветрове. В планините възникват планинско-долинни и склонови ветрове.

### Води

#### Реки
За територията на Узбекистан е характерно крайно неравномерното разпределение на реките. Особено бедна на реки е равнинната част. Навлизайки в равнините, реките губят водите си в напоителни канали, инфилтрация и изпарение и, постепенно намалявайки, често завършват със „слепи“ устия. В планините има силно развита речна мрежа. Енергийните ресурси на страната съставляват 7,1 млн. квт годишно с възможна изработка на 107 млрд. квт.ч. Всички реки принадлежат към водосборните басейни на Сърдаря и Амударя. Повечето от реките имат снежно-ледниково подхранване с максимален отток през месец юни. От водосбора на Амударя средногодишно в равнинните пространства постъпва 79 km³ вода, като половината от тях се формират в пределите на планинските области на Средна Азия, и само 6 km³, или 8% – в планинските области на Узбекистан. Втората по важност река в страната е Сърдаря. Нейният отток е равен на 38 km³, в т.ч. около 4 km³ (10%) се формира в пределите на Узбекистан. Голяма част от притоците на Сърдаря напълно отдават водите си за напояване и не достигат до нея.

#### Езера
Езерата в Узбекистан са разположени предимно в долините и делтите на големите реки и по перифериите на напояваните оазиси. Най-голямото езеро в страната е Аралско море, което през последните 40 години е със силно наляла площ и обем, поради систематичното му пресъхване. Има изградени множество изкуствени езера-водохранилища: Каттакурганско, Кайракумско, Чардаринско, Куюмазарско, Касансайско, Тюябугузко („Ташкентско море“), Чарвакско и др.

#### Ледници
На територията на Узбекистан малки ледници има в изворните области на реките Кашкадаря (Северцов, Батърбай) и в басейна на река Пскем (47 ледника). Важна роля за подхранването на реките течащи през страната играят ледниците в изворните области на реките Нарин и Карадаря (съставящи на Сърдаря), многочислените ледници в Алайския и Туркестанския хребети и мощното обледеняване на Памир.

### Почви
В пустинята Къзълкум преобладават пясъчните почви, във вътрешните остатъчни възвишения и древните наносни конуси – сивокафяви почви, а в ниските участъци – такири и такирови почви. В пояса на предпланините и ниските планини – сиви почви: светлосиви (от 250 до 400 m), типични сиви (400 – 700 m), тъмносиви (700 – 1200 m). В средно високия пояс (1200 – 2800 m) – канелените и кафявите горско-планински почви, а в районите над 2800 m – светлокафявите ливадно-степни почви. Сред изброените автоморфни почви в предпланинските равнини и речни долини се срещат хидроморфни почви – солончаци, ливадно-блатни и блатни, а също полухидроморфни (с някои признаци на автоморфни и хидроморфни) – сиви ливадни и пустинно-ливадни. Особен тип се явяват т.нар. напоявани почви.

### Растителност
Ландшафтите на пустинната зона се определят от растителни групировки с преобладаване на ксерофилни полухрасти (предимно пелин и солянка), редки групировки от дървовидни мареви видове (основно саксаул), а също някои дървовидни или храстови псамофилни бобови, елдови и др. Основните растения в каменистите или гипсови пустини са: полухрастов биюргун, полухрастов пелин и солянка, храстов саксаул, бодлив храстов вюнок и курчавка. Растителността в пясъчните пустини е представена от пясъчна острица, бял саксаул, различни храсти от семейство елдови, храстов астрагал и солянка, пясъчни треви (основно аристид), едногодишна солянка и др. За солончаковите и глинестите пустини са характерни типичен черен саксаул и тамарикс. По долините на реките са развити галерийни гори, съставени от дървесни (топола, върба, лох), храстовидни (ракита, дереза, халимодендрон) и тревисти (тръстика, ериантус, вейник, камилски бодил, солодка, дива захарна тръстика) формации. В пределите на предпланинския пояс се различават: предпланинска равнина (от 300 до 600 m), ниски (600 – 900 m) и високи (900 – 1200 m) предпланини. За предпланинските равнини са характерини полупустинните и пустинни треви: луковична метличина, пустинна острица и много ефемери от семействата на кръстоцветните, бобовите, тревистите, грапаволистните, сложноцветните, чадъровидните, устоцветните и др. В ниските предпланински части, често се срещат многогодишни продължително вегетиращи грубостеблени треви: бодлива козиния резиноза, псоралея, фломиси, ереморуси, каратавска ферула и др. Високите предпланински части са заети от суха тревиста степ с големи райони, в които господстват опушен пирен, луковичен ечемик, големи двуделни растения – голям девисил и алтея, множество храстовидни – бодлив бадем, храстовидна вишна, курчавка, а в речните долини – топола, върба. В среднопланинския горско-ливадно-степен пояс на височина 1200 – 1800 m виреят ксерофилни, на височина 1800 – 2500 m – мезофилни арчови формации (вид средноазиатска хвойна), а на места има малки ябълкови и орехови горички. Долните части на склоновете на планинските хребети и долините на реките са обрасли с редки гори от топола и ива, а в Западен Тяншан – бреза. Високопланинският пояс от 2500 до 2700 м е зает от типчакови степи, като се срещат туркестанска арча и клек, а до 3000 m ливади и планински ксерофити (акантолимон, скорзонера, трагакант). Общо горите на Узбекистан заемат едва 2,7% от неговата територия.

### Животински свят
Пустинните равнини на Узбекистан се характеризират с обилие на влечуги. В пясъчните пустини обитават гекони (2 вида), пясъчна и ушата кръглоглавка, ивичест гущер, пясъчна боа. Освен в пясъчните, в глинестите и каменистите пустини обитават степна агама, варан, костенурка, на юг – ефа (вид змия). Пустинята е богата на множество бозайници, особено гризачи: пустинна мешка, пясъчница, тънкопалцов лалугер; от хищниците – пустинна котка. В пустините с твърдо покритие (такирите) живеят червеноопашата пясъчница, пустинна мишка (малка и Северцов), бухарска полевка, жълт лалугер. От птиците за пясъчните пустини са характерни саксаулна сойка, пустинна врана, сврака, каменка, южна бормотушка, а в галерийните гори – фазан, чапла, черна врана, рижо коприварче; от бозайниците – пластинковозъбат плъх, камъшова котка, чакал, дива свиня. Птичият свят в оазисите е представен от малка гугутка, врабче, обикновена лястовица, черна лястовица, скорец, в предпланинските части – чучулига, полска стърчиопашка, в среднопланинските части – жълта овесарка, полска чучулига, във високопланинските части – рогата чучулига, планинска стърчиопашка. От бозайниците за планинските степи и пасища са характерни реликтов лалугер, мармот (дългоопашат и Мензбир). В горския пояс птиците са представени от голяма гугутка, сива улулица, белокрил кълвач и др., а бозайниците – от язовец, туркестански плъх, горска мишка, сънливец. Характерните птици в арчовите гори са: арчова и розова чинка, а характерните бозайници – заек и арчона полевка. От пустините до високопланинските части се срещат лисица, вълк, беркут, бухал, щитомордник.

### Природни райони
В зависимост от релефа територията на Узбекистан се дели на два ясно обособени района – равнинен и предпланинско-планински, а в зависимост от климата, почвите и растителността – на 10 природни района с характерните за тях ландшафти: Устюртски – преобладават ландшафтите на каменистите (гипсови) пустини с биюргунови и биюргуново-пелинови комплекси, развити върху сиво-кафяви почви. Долноамударински – типично съчетание на ландшафтите на глинесто-делтовите пустини с обширни тръстикови пространства с биюргун и пелин върху хидроморфни и полухидроморфни почви. Къзълкумски – най-типичните ландшафти са пясъчните пустини обрасли с бял саксаул и ландшафтите на пониженията и свързаните с тях каменисто-чакълести пролувиални равнини с пелинови и пилиново-солянкови асоциации. Долнозеравшански – ландшафти с пясъчни пустини с бял саксаул и джузгун в съчетание с пелин, развити върху такирови почви, като се срещат и солончаци. Сурхандарински – съчетание на ландшафти от всички височинни пояси, от пустинната зона до глациално-нивалния пояс включително. Кашкадарински – типично съчетание на ландшафти от предпланинския, среднопланинския и високопланинския пояси. Среднозеравшански – развити са ландшафтите на предпланинско пустинно-степния и сухостепния пояси, като се срещат и среднопланински ландшафти. Гладностепски – основно разпространение имат ландшафтите на предпланинския и среднопланинския пояси, като среднопланинските ландшафти са по ярко изразени отколкото в Среднозеравшанския район. Чирчик-Ангренски – развити са предпланинския, среднопланинския и високопланинския ландшафти, като важна роля в структурата на височинните пояси играят глациално-нивалните ландшафти. Фергански – развити са всички ландшафти от пустинния до глациално-нивалния пояси включително, които са разположени по-високо в сравнение с другите предпланинско-планински райони. В пределите на района се открояват големите оазиси – Кокандски, Маргилански, Намангански и др.